# What Happened to the Earth?
What Happened to the Earth? é a quinta turnê e a quarta mundial da cantora e compositora norueguesa Aurora, em apoio ao seu quinto álbum de estúdio What Happened to the Heart? (2024). A turnê iniciou em 26 de junho de 2024 em Dublin, Irlanda, e está prevista para ser encerrada em 15 de novembro de 2025 na Cidade do México, México, abrangendo mais de 80 shows pela Europa, América Latina, América do Norte, Ásia e Austrália.

## Antecedentes

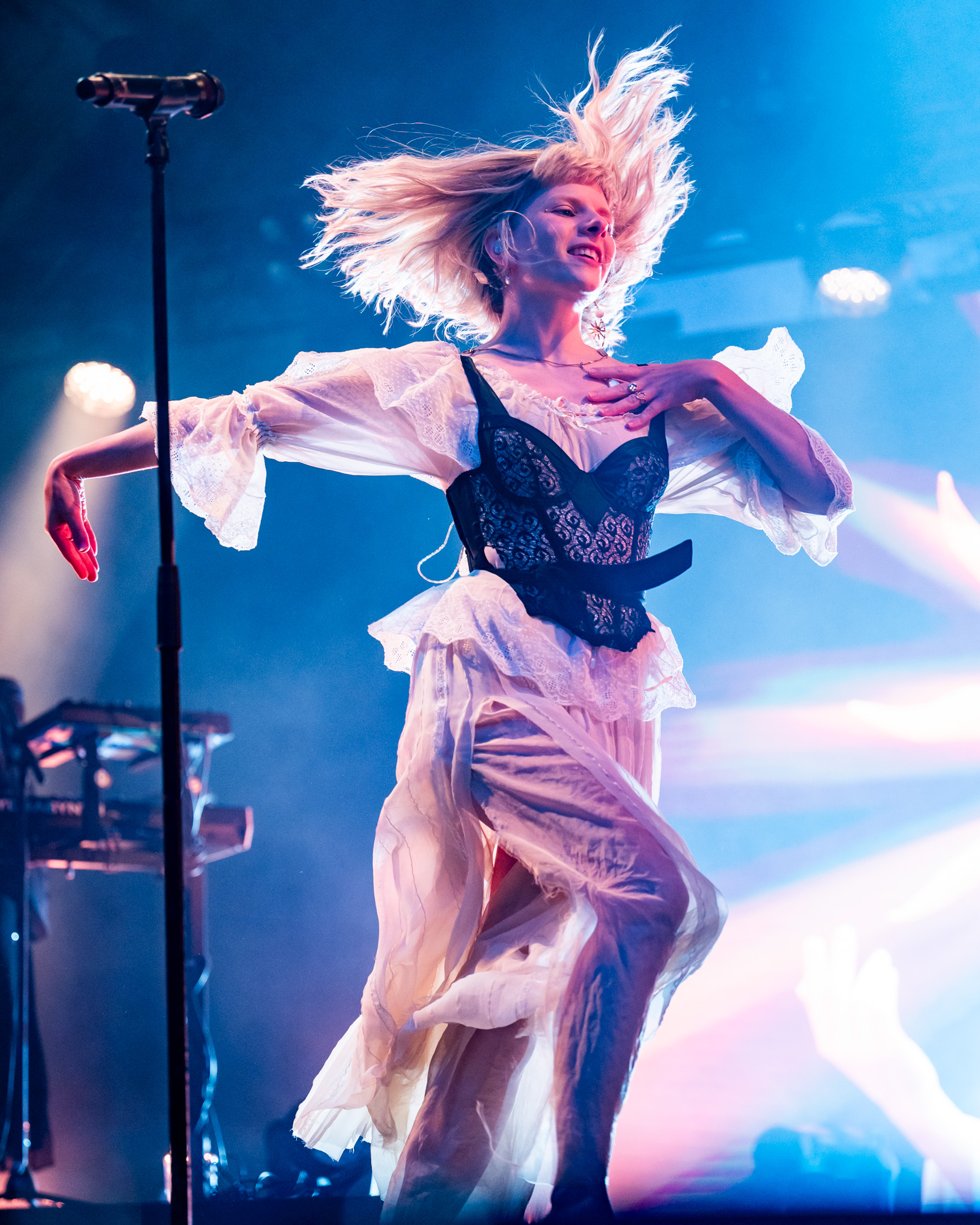
Aurora performando em Kristiansand, Noruega (2024)

A primeira etapa europeia da turnê foi anunciada junto com o álbum em 28 de março de 2024; A venda geral dessa etapa iniciou-se em 5 de abril de 2024; pessoas que encomendaram o álbum receberam um link exclusivo de pré-venda de ingressos com dois dias de antecedência. A segunda etapa anunciada da turnê, com datas pela América do Norte, foi revelada nas redes sociais e no site oficial da Aurora em 14 de maio de 2024, e as datas latino-americanas foram anunciadas 2 semanas depois, em 27 de maio; a última marcou a primeira vez em que Aurora reservou uma etapa de turnê inteira em arenas e casas de espetáculos.
As datas australianas e japonesas foram anunciadas em 15 e 21 de agosto, respectivamente. Datas para Manila, Kuala Lumpur, Singapura, Seul e Hong Kong foram anunciadas em 22 de outubro, seguidas por datas na China em 16 de dezembro; ingressos gerais para as últimas foram colocados à venda em 20 de dezembro de 2024.
A última etapa anunciada da turnê, em arenas, passou pela Europa em 2025; os ingressos gerais estiveram à venda em 12 de junho de 2024. Em 23 de junho, Aurora foi anunciada como atração principal do Piknik i Parken e Bergenfest, na Noruega.
Antes de iniciar sua turnê solo, Aurora fez aparições em vários festivais na Europa e na Ásia para promover seu álbum What Happened to the Heart?. Ela se apresentou no Glastonbury, no Reino Unido, onde seu set foi amplamente elogiado pela crítica. Na semana seguinte, ela se apresentou no Roskilde, na Dinamarca. Ela também foi a atração principal do Ravnedalen Live, na Noruega. Aurora fez outras aparições, incluindo no Sziget (Hungria), Paléo (Suíça), NOS Alive (Portugal), e Summer Sonic (Japão e Tailândia).

## Desempenho comercial
A turnê marcou a transição de Aurora de shows em anfiteatros para locais maiores, como arenas. Após o anúncio inicial da turnê, ingressos para Londres e Paris esgotaram em 10 minutos. Devido à alta demanda em Nova Iorque e Brisbane, Aurora marcou um segundo show no Beacon Theatre e no Fortitude Music Hall.
Durante a etapa latino-americana da turnê, Aurora realizou o maior show solo de sua carreira com um público esgotado de 18,000 pessoas no Palacio de los Deportes, na Cidade do México. De acordo com seu empresário de turnê, Nicolas Izzo, houve um público de aproximadamente 40,000 pessoas nos 3 shows realizados no México. Em novembro, foi revelado que mais de 60,000 pessoas compareceram à primeira etapa europeia da turnê. O jornal norueguês Bergens Tidende também revelou que Aurora atualmente está atraindo público estrangeiro para o festival Bergenfest, despertando interesse de artistas internacionais de se apresentarem no mesmo dia.
Em 11 de fevereiro de 2025, Aurora quebrou o recorde de maior público em um único dia para um evento de entretenimento na Margaret Court Arena em Melbourne, com um público esgotado de 7.062.

## Repertório
O repertório abaixo é constituído do concerto realizado em 2 de outubro de 2024, em Londres, não sendo representativo de todas as apresentações.
1. "The Goddess of Dusk" (Video Intro)
2. "Churchyard"
3. "Soulless Creatures"
4. "A Soul with No King"
5. "Murder Song (5, 4, 3, 2, 1)" (Acústica)
6. "Heathens"
7. "The Forbidden Fruits of Eden" (Intro)
8. "When the Dark Dresses Lightly"
9. "Exist for Love" (Acústica)
10. "Dreams"
11. "Echo of My Shadow" / "The River" (Acapella)[a]
12. "Runaway"
13. "The Seed"[b]
14. "Starvation" (Extendida)
15. "Queendom"
16. "Giving in to the Love"
17. "Cure for Me"
18. "Some Type of Skin"
19. "Invisible Wounds"
20. "A Little Place Called the Moon" (Outro)

## Datas
| Data (2024)    | Cidade           | País           | Local                        | Ato de abertura          |
| -------------- | ---------------- | -------------- | ---------------------------- | ------------------------ |
| 26 de junho    | Dublin           | Irlanda        | National Stadium             | Amy Michelle             |
| 28 de junho    | Pilton           | Inglaterra     | Worthy Farm                  | —                        |
| 5 de julho     | Roskilde         | Dinamarca      | Dyrskuepladsen               | —                        |
| 6 de julho     | Beuningen        | Países Baixos  | Groene Heuvels               | —                        |
| 10 de julho    | Tønsberg         | Noruega        | Slottsfjell                  | —                        |
| 12 de julho    | Algés            | Portugal       | Passeio Marítimo de Algés    | —                        |
| 13 de julho    | Barcelona        | Espanha        | Parc del Fòrum               | —                        |
| 18 de julho    | Kristiansand     | Noruega        | Ravnedalen Park              | —                        |
| 19 de julho    | Nordfjordeid     | Noruega        | Malakoff Park                | —                        |
| 24 de julho    | Nyon             | Suíça          | Plaine de l'Asse             | —                        |
| 8 de agosto    | Budapeste        | Hungria        | Óbudai-Sziget                | —                        |
| 10 de agosto   | Helsinque        | Finlândia      | Suvilahti                    | —                        |
| 17 de agosto   | Osaka            | Japão          | Omatsuri Hiroba              | —                        |
| 18 de agosto   | Tóquio           | Japão          | Makuhari Messe               | —                        |
| 23 de agosto   | Jacarta          | Indonésia      | Jakarta International Expo   | —                        |
| 25 de agosto   | Bangkok          | Tailândia      | Impact Challenger Hall 1     | —                        |
| 31 de agosto   | Glattbrugg       | Suíça          | Opfikon                      | —                        |
| 18 de setembro | Milão            | Itália         | Alcatraz                     | Unflirt                  |
| 20 de setembro | Viena            | Áustria        | Gasometer                    | Unflirt                  |
| 21 de setembro | Praga            | Tchéquia       | Sportovní hala Fortuna       | Unflirt                  |
| 23 de setembro | Cracóvia         | Polônia        | Tauron Arena                 | Unflirt                  |
| 24 de setembro | Varsóvia         | Polônia        | Arena COS Torwar             | Unflirt                  |
| 25 de setembro | Berlim           | Alemanha       | Velodrom                     | Unflirt                  |
| 27 de setembro | Bruxelas         | Bélgica        | Forest National              | Unflirt                  |
| 28 de setembro | Amsterdã         | Países Baixos  | AFAS Live                    | Unflirt                  |
| 30 de setembro | Paris            | França         | L'Olympia                    | Unflirt                  |
| 2 de outubro   | Londres          | Inglaterra     | Royal Albert Hall            | Unflirt                  |
| 4 de outubro   | Manchester       | Inglaterra     | O2 Apollo Manchester         | Unflirt                  |
| 5 de outubro   | Edimburgo        | Escócia        | Usher Hall                   | Unflirt Pearling         |
| 30 de outubro  | Monterrei        | México         | Auditorio Citibanamex        | Nicole Zignago           |
| 31 de outubro  | Guadalajara      | México         | Auditorio Telmex             | Nicole Zignago           |
| 2 de novembro  | Cidade do México | México         | Palacio de los Deportes      | Nicole Zignago Thea Wang |
| 6 de novembro  | Bogotá           | Colômbia       | Gran Carpa                   | Briela Ojeda             |
| 8 de novembro  | Lima             | Peru           | Costa 21                     | Lorena Blume             |
| 10 de novembro | Santiago         | Chile          | Movistar Arena               | Montse                   |
| 13 de novembro | Buenos Aires     | Argentina      | Movistar Arena               | Mar Marzo                |
| 16 de novembro | São Paulo        | Brasil         | Espaço Unimed                | Yma                      |
| 21 de novembro | Los Angeles      | Estados Unidos | Shrine Auditorium            | Biig Piig                |
| 23 de novembro | São Francisco    | Estados Unidos | Bill Graham Civic Auditorium | Biig Piig                |
| 26 de novembro | Seattle          | Estados Unidos | WaMu Theater                 | Biig Piig                |
| 29 de novembro | Chicago          | Estados Unidos | Byline Bank Aragon Ballroom  | Biig Piig                |
| 2 de dezembro  | Toronto          | Canadá         | History                      | Biig Piig                |
| 4 de dezembro  | Boston           | Estados Unidos | MGM Music Hall at Fenway     | Biig Piig                |
| 5 de dezembro  | Nova Iorque      | Estados Unidos | The Beacon Theatre           | Biig Piig                |
| 6 de dezembro  | Nova Iorque      | Estados Unidos | The Beacon Theatre           | Biig Piig                |
| 8 de dezembro  | Washington, D.C. | Estados Unidos | The Anthem                   | Biig Piig                |
| 9 de dezembro  | Filadélfia       | Estados Unidos | The Fillmore                 | Biig Piig                |

| Data (2025)     | Cidade           | País           | Local                                    | Ato de abertura        |
| --------------- | ---------------- | -------------- | ---------------------------------------- | ---------------------- |
| 31 de janeiro   | Manila           | Filipinas      | New Frontier Theater                     | Yaelokre Ena Mori      |
| 2 de fevereiro  | Kuala Lumpur     | Malásia        | Zepp KL                                  | Nadin Amizah           |
| 3 de fevereiro  | Singapura        | Singapura      | The Star Performing Arts Centre          | Ena Mori               |
| 6 de fevereiro  | Fremantle        | Austrália      | Fremantle Prison                         | Odd Luke Hannah Brewer |
| 8 de fevereiro  | Sydney           | Austrália      | Hordern Pavilion                         | Odd Luke Hannah Brewer |
| 9 de fevereiro  | Launceston       | Austrália      | Quercus Park                             | —                      |
| 11 de fevereiro | Melbourne        | Austrália      | Margaret Court Arena                     | Odd Luke Hannah Brewer |
| 13 de fevereiro | Brisbane         | Austrália      | The Fortitude Music Hall                 | Odd Luke Hannah Brewer |
| 14 de fevereiro | Brisbane         | Austrália      | The Fortitude Music Hall                 | Odd Luke Hannah Brewer |
| 17 de fevereiro | Tóquio           | Japão          | Tokyo Garden Theater                     | Suiyōbi no Campanella  |
| 18 de fevereiro | Osaka            | Japão          | Zepp Namba                               | Suiyōbi no Campanella  |
| 22 de fevereiro | Seul             | Coreia do Sul  | Kwangwoon University Donghae Arts Center | —                      |
| 24 de fevereiro | Hong Kong        | Hong Kong      | AsiaWorld–Expo                           | —                      |
| 26 de fevereiro | Cantão           | China          | Sun Yat-sen Memorial Hall                | —                      |
| 25 de fevereiro | Xangai           | China          | Echo Land Music Park                     | —                      |
| 2 de março      | Pequim           | China          | Beijing Exhibition Center                | —                      |
| 5 de março      | Chengdu          | China          | Huaxi Live • 528 M Space                 | —                      |
| 8 de março      | Bombaim          | Índia          | Mahalaxmi Racecourse                     | —                      |
| 28 de abril     | Estocolmo        | Suécia         | Fryshuset                                | Fredrik Svabø Pomme    |
| 29 de abril     | Copenhaga        | Dinamarca      | K.B. Hallen                              | Fredrik Svabø Pomme    |
| 1° de maio      | Amsterdã         | Países Baixos  | Ziggo Dome                               | Fredrik Svabø Pomme    |
| 3 de maio       | Londres          | Inglaterra     | OVO Arena Wembley                        | Fredrik Svabø Pomme    |
| 5 de maio       | Paris            | França         | Le Zénith                                | Fredrik Svabø Joanna   |
| 7 de maio       | Madrid           | Espanha        | Movistar Arena                           | Fredrik Svabø Pomme    |
| 9 de maio       | Lisboa           | Portugal       | Sagres Campo Pequeno                     | Fredrik Svabø Pomme    |
| 13 de junho     | Oslo             | Noruega        | Sofienbergparken                         | —                      |
| 14 de junho     | Bergen           | Noruega        | Bergenhus Festning                       | —                      |
| 29 de junho     | Dublin           | Irlanda        | Trinity College                          | —                      |
| 1º de julho     | Oxfordshire      | Inglaterra     | Cornbury Park                            | —                      |
| 4 de julho      | Budapeste        | Hungria        | Budapest Park                            | —                      |
| 5 de julho      | Bucareste        | Romênia        | Arenele Romane                           | —                      |
| 11 de julho     | Atenas           | Grécia         | Plateia Nerou                            | —                      |
| 12 de julho     | Istambul         | Turquia        | KüçükÇiftlik Park                        | —                      |
| 19 de julho     | Carhaix          | França         | Site de Kerampuilh                       | —                      |
| 14 de agosto    | Sankt Pölten     | Áustria        | Green Park St. Pölten                    | —                      |
| 16 de agosto    | Winterthur       | Suíça          | Steinberggasse                           | —                      |
| 17 de agosto    | Hasselt          | Bélgica        | Domein Kiewit                            | —                      |
| 21 de agosto    | Château-Gontier  | França         | Château de la Maroutière                 | —                      |
| 22 de agosto    | Paris            | França         | Parc de Saint-Cloud                      | —                      |
| 31 de agosto    | Seattle          | Estados Unidos | Château de la Maroutière                 | —                      |
| 7–8 de novembro | Santiago         | Chile          | Parque Ciudad Empresarial                | —                      |
| 15 de novembro  | Cidade do México | México         | Autódromo Hermanos Rodríguez             | —                      |